# 2002年ソルトレークシティオリンピック
2002年ソルトレークシティオリンピック（2002ねんソルトレークシティオリンピック）は、2002年2月8日から2月24日までアメリカ合衆国・ユタ州のソルトレイクシティで開催された21世紀最初のオリンピックであり、2000年代最初の冬季オリンピックでもある。ソルトレークオリンピック、ソルトレーク2002（Salt Lake 2002）などと呼称される。
前々回のノルウェーのリレハンメルが冬季五輪開催地で最も北、前回の日本の長野が冬季五輪開催地で最も南だったのに対し、今回のソルトレークシティは冬季五輪開催地としては最も標高の高い都市（約1,300 m）での大会として話題を呼んだ。なお、アメリカでは夏季の1996年アトランタオリンピックに続いて、最も直近に開催されたオリンピックでもあった。
テーマ（キャッチフレーズ）は、"Light the Fire Within."（心に火を灯せ）。同名のテーマ曲をデイヴィッド・フォスターが作曲、カントリー歌手のリアン・ライムスが開会式で披露した。

## 開催招致まで
1995年にハンガリーのブダペストで行われたIOC総会にて、1回目の投票で開催が決定した。ソルトレークシティでのオリンピック招致は1932年レークプラシッドオリンピック、1972年札幌オリンピック、1992年アルベールビルオリンピック、1998年長野オリンピックの大会に立候補したが、いずれも落選している。特に1998年のオリンピック開催招致では、決選投票で日本の長野市に敗れた。
| 都市               | 国             | 1回目 |
| ------------------ | -------------- | ----- |
| ソルトレイクシティ | アメリカ合衆国 | 54    |
| シオン             | スイス         | 14    |
| エステルスンド     | スウェーデン   | 14    |
| ケベックシティ     | カナダ         | 7     |

## ハイライト

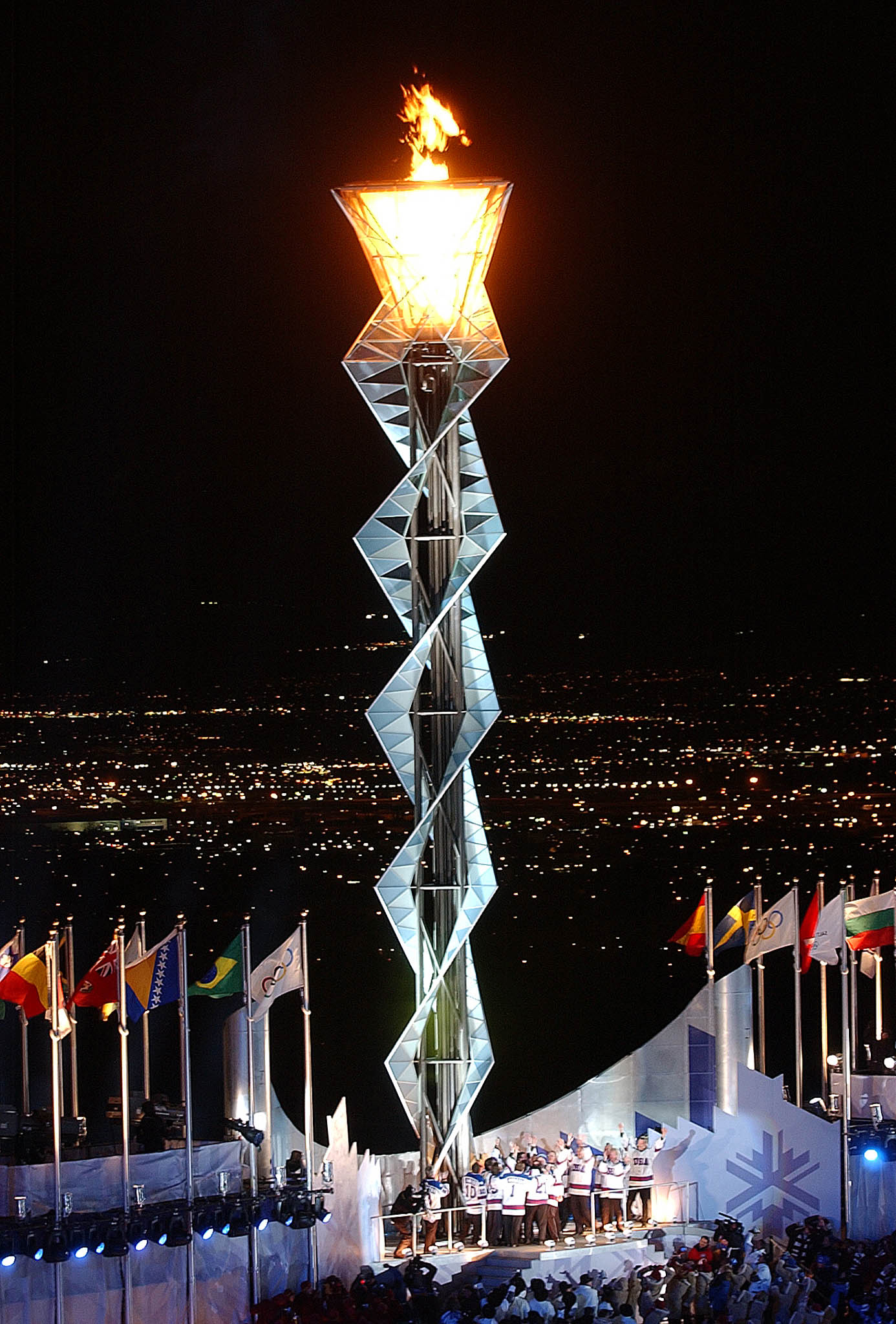
「氷上の奇跡」と言われた1980年レークプラシッド大会アメリカ代表のアイスホッケーチームが聖火台に点火した。

2000年代最初の冬季オリンピックは、テロリズムを警戒する厳重な警備体制の中開催された。本大会は、ジャック・ロゲ氏が国際オリンピック委員会の会長に就任してから初のオリンピックとなった。
開会式では、前年の9月11日に起きた同時多発テロの中心地、ニューヨーク世界貿易センタービルの跡地から発見したアメリカ国旗が入場し、冬季オリンピックでは初めて大統領が出席した。アメリカのスケルトン代表のジム・シェイ選手による選手宣誓、そして1980年レークプラシッドオリンピック男子アイスホッケー優勝のアメリカ代表チームによる聖火の点火が行われた。
ショートトラックスピードスケートの男子1000 mの決勝で選手が次々と転倒する中、オーストラリアのスティーブン・ブラッドバリーが南半球勢として初の冬季オリンピック金メダルを獲得した。この模様は日本ではNHK「ピタゴラスイッチ」の「○と△のしゅうだん」でも取り上げられている。
日本勢では、地元開催だった長野オリンピックに比べて不振で金メダルは1個も獲得することができず、前回長野の金メダリストであった2人（男子スピードスケート500 m・清水宏保の銀、女子モーグル・里谷多英の銅）の獲得した2個にとどまった。お家芸ともいわれたジャンプも、団体で5位入賞止まりに終わった。前回、長野では男女ともに5位だったカーリング（この大会は女子のみ出場権）も初戦から連敗続きで、早々にメダル争いから脱落するなど結果は全く残せなかった。

## 実施競技と日程
| 競技名 / 日付  | 競技名 / 日付                    | 8 | 9 | 10 | 11 | 12 | 13 | 14 | 15 | 16 | 17 | 18 | 19 | 20 | 21 | 22 | 23 | 24 |
| -------------- | -------------------------------- | - | - | -- | -- | -- | -- | -- | -- | -- | -- | -- | -- | -- | -- | -- | -- | -- |
| 開閉会式       | 開閉会式                         | • |   |    |    |    |    |    |    |    |    |    |    |    |    |    |    | •  |
| スキー         | アルペンスキー                   |   |   | •  | •  |    | •  | •  |    | •  | •  |    |    | •  | •  | •  | •  |    |
| スキー         | クロスカントリースキー           |   | • |    |    | •  |    | •  | •  |    | •  |    | •  |    | •  |    | •  | •  |
| スキー         | スキージャンプ                   | • |   | •  |    | •  | •  |    |    |    |    | •  |    |    |    |    |    |    |
| スキー         | ノルディック複合                 |   | • | •  |    |    |    | •  | •  |    |    |    |    |    | •  | •  |    |    |
| スキー         | フリースタイルスキー             |   | • |    |    | •  |    |    |    | •  |    | •  | •  |    |    |    |    |    |
| スキー         | スノーボード                     |   |   | •  | •  |    |    | •  | •  |    |    |    |    |    |    |    |    |    |
| スケート       | スピードスケート                 |   | • | •  | •  | •  | •  | •  |    | •  | •  |    | •  | •  |    | •  | •  |    |
| スケート       | フィギュアスケート               |   | • |    | •  | •  |    | •  | •  |    | •  | •  | •  |    | •  | ex |    |    |
| スケート       | ショートトラックスピードスケート |   |   |    |    |    | •  |    |    | •  |    |    |    | •  |    |    | •  |    |
| アイスホッケー | アイスホッケー                   |   | • | •  | •  | •  | •  | •  | •  | •  | •  | •  | •  | •  | •  | •  | •  | •  |
| ボブスレー     | ボブスレー                       |   |   |    |    |    |    |    |    | •  | •  |    | •  |    |    | •  | •  |    |
| ボブスレー     | スケルトン                       |   |   |    |    |    |    |    |    |    |    |    |    | •  |    |    |    |    |
| リュージュ     | リュージュ                       |   |   | •  | •  | •  | •  |    | •  |    |    |    |    |    |    |    |    |    |
| バイアスロン   | バイアスロン                     |   |   |    | •  |    | •  |    |    | •  |    | •  |    | •  |    |    |    |    |
| カーリング     | カーリング                       |   |   |    | •  | •  | •  | •  | •  | •  | •  | •  | •  | •  | •  | •  |    |    |

## 競技会場
ソルトレイクシティ内の会場の他、ユタ州内北部に点在するいくつかの会場に分かれて開催された。
- ソルトレイクシティ
  - ライスエクレス・オリンピック・スタジアム - 開・閉会式
  - ソルトレーク・アイス・センター - フィギュアスケート、ショートトラックスピードスケート
- ウェストバレーシティ
  - Eセンター（英語版） - アイスホッケー
- カーンズ（英語版）
  - ユタ・オリンピックオーバル - スピードスケート
- オグデン
  - ザ・アイスシート・アット・オグデン（英語版） - カーリング
- ハンツビル（英語版）
  - スノーベイスイン・スキー・エリア（英語版） - アルペンスキー（スーパー大回転、滑降、複合）
- パークシティ
  - ユタ・オリンピック・パーク（英語版） - スキージャンプ、ノルディック複合（ジャンプ）、ボブスレー、スケルトン、リュージュ
  - パークシティ・マウンテン・リゾート（英語版） - アルペンスキー（大回転）、スノーボード
  - ディアー・バレー・リゾート（英語版） - アルペンスキー（回転）、フリースタイルスキー
- ミッドウェイ（英語版）
  - ソルジャーホロー（英語版） - クロスカントリースキー、ノルディック複合（クロスカントリー）、バイアスロン
- プロボ
  - ザ・ピークス・アイス・アリーナ（英語版） - アイスホッケー

## 各国・地域の獲得メダル数
| 順 | 国・地域                 | 金 | 銀 | 銅 | 計 |
| -- | ------------------------ | -- | -- | -- | -- |
| 1  | ノルウェー               | 13 | 5  | 7  | 25 |
| 2  | ドイツ                   | 12 | 16 | 8  | 36 |
| 3  | アメリカ合衆国（開催国） | 10 | 13 | 11 | 34 |
| 4  | カナダ                   | 7  | 3  | 7  | 17 |
| 5  | ロシア                   | 5  | 4  | 4  | 13 |
| 6  | フランス                 | 4  | 5  | 2  | 11 |
| 7  | イタリア                 | 4  | 4  | 5  | 13 |
| 8  | フィンランド             | 4  | 2  | 1  | 7  |
| 9  | オランダ                 | 3  | 5  | 0  | 8  |
| 10 | オーストリア             | 3  | 4  | 10 | 17 |

## 大会に関するトラブル
ソルトレークシティオリンピックでは、以下のようにトラブルがたびたび発生していた。
- 開催地決定後の1998年、ソルトレークシティ招致委員会によるIOC委員の買収疑惑が持ち上がった。その後、過去の招致レースでも各都市による買収工作が行われていたことが発覚し、IOC全体を巻き込む一大スキャンダルとなった。
- 開会式のジョージ・W・ブッシュ大統領の開会宣言も、本来ならばオリンピック憲章第58条3項の規定で定められている「私は、第○回オリンピック冬季競技大会（開催都市名）大会の開会をここに宣言いたします」とするところをブッシュ大統領が宣言の前に、「誇り高く、優雅なこの国を代表して」（“On behalf of a proud, determined and grateful nation”）と政治的色彩のある言葉を付け加えてこれが物議となり、IOC副会長が批判したほか、オリンピック憲章に違反するという指摘などが各方面で相次いだ。
- 開会式では、世界貿易センタービルの残骸から出てきた星条旗が掲揚された。これをアメリカのマスメディアが取り上げ、同大会のアメリカの政治利用という負の面を象徴していると報じられたこともあった。さらに、最終聖火ランナーとして聖火台点灯を行った1980年レークプラシッドオリンピック代表アイスホッケーチームも、ソ連のアフガニスタン侵攻直後に米ソの対決で勝ったことから政治的に利用されたと見る向きもある。
- 前年の同時多発テロの影響による厳しい警備とそれに伴う交通渋滞、ソルトレークシティが飲酒を禁忌とするモルモン教の聖地（宗教都市）であるため、アルコールを提供する飲食店が高級ホテルのレストランなど、ごく一部に限られていたことも大会関係者や報道陣のストレスを増幅させる原因の1つとなった。

### 不可解な判定
- フィギュアスケートのペア競技において、「フランスの審判員に不適切な行為があった」とされ、IOCによって2位のチームにも金メダルが与えられた[1]。この事件は、後にフィギュアスケート競技の採点方法が根本的に変更される契機ともなった。（詳細は、「2002年ソルトレークシティオリンピックのフィギュアスケート・スキャンダル」の項を参照のこと。）
- オーストラリアのスティーブン・ブラッドバリーが優勝したショートトラックでは、転倒や判定トラブルが多発した。韓国の金東聖が失格の判定を受け、韓国のネチズンがこれを不服としIOCなどに対し、サイバーテロを行い問題になった。アポロ・アントン・オーノや寺尾悟も不可解な失格となったことが問題視され、次回のトリノオリンピックからはビデオ判定が導入された。なお、優勝したブラッドバリーは終始集団から離れており、判定トラブルは全く無かった。
- ロシアのラリサ・ラズチナがレース前の血液検査で失格となり、一時選手団の引き上げを検討した。ただ、どちらも最終的には閉会式に出席した。
- 大会終盤になってもアルペン、クロスカントリーの選手がドーピングで大量失格になるといったこともあった。
- スピードスケート男子500mにて、優勝したケーシー・フィッツランドルフの一本目のスタートがフライングではないかとの疑惑が持ち上がった。（ケーシー・フィッツランドルフ#フライング疑惑を参照。）
- 他にもアメリカ寄りと見られた判定が多く目立ったことなどから、会期の後半ならびに閉会後には地元のマスメディアからも、エイブラハム・リンカーンの演説を捩った「アメリカの、アメリカによる、アメリカのための五輪」と揶揄された。さらには、一部の選手や役員が閉会式を実際にボイコットした。